# Francesco Maria Bonini
Francesco Maria Bonini (Napoli, 1865 – Milano, 13 gennaio 1930) è stato un baritono italiano che ebbe una grande carriera lirica internazionale dal 1896 al 1927.
La sua voce fu una delle prime ad essere registrata, avendo realizzato diverse registrazioni con la Fonotipia Records a Milano nel 1905–1906. 

## Biografia
Studiò canto con Beniamino Carelli al Conservatorio di San Pietro a Majella nella sua città natale. Debuttò sul palcoscenico nel 1896 al Teatro Mercadante di Foggia nel ruolo di Don Carlo di Vargas ne La forza del destino di Giuseppe Verdi. Nel 1897–1898 fece la sua apparizione al Teatro Amazonas in Brasile, al Teatro Reale di Malta e al Teatro dell'Opera del Cairo in Egitto. 
Nel 1899 tornò in Italia per apparire in opere a Brescia e Cremona. Cantò al Teatro dell'Opera e del Balletto di Odessa nel 1900 e nel 1902 e nel 1901 fu impegnato al Teatro Colón di Buenos Aires. Nel 1903 debuttò al Teatro Massimo di Palermo e alla Scala di Milano, in quest'ultimo teatro nel ruolo di Arnoldo ne I Lituani di Amilcare Ponchielli. Il 17 ottobre 1903 interpretò il ruolo di Athanaël nella prima italiana di Thaïs di Jules Massenet al Teatro Lirico Internazionale di Milano con Lina Cavalieri nel ruolo della protagonista. 
Il 19 dicembre 1903, fece il suo debutto al Teatro di San Carlo a Napoli come Michonnet nella prima messa in scena locale di Adriana Lecouvreur di Francesco Cilea con Solomija Krušel'nyc'ka nel ruolo della protagonista. Rimase impegnato in quel teatro per tutto il 1905, interpretando ruoli come Walitzin/Commissario in Siberia di Umberto Giordano e Johannes Rathenow nella prima italiana di Der Roland von Berlin di Ruggero Leoncavallo. Partecipò anche alla prima mondiale della Vita Brettona di Leopoldo Mugnone e alla prima napoletana di Manuel Menendez di Lorenzo Filiasi. 
Dal 1905 al 1990, fu ingaggiato dal Teatro Nacional de São Carlos di Lisbona dove cantò alla première di Amor de Perdição di João Arroyo. Fu al Teatro Regio di Parma nel 1907–1908, interpretando ruoli come Carlo Gérard in Andrea Chénier, David in L'amico Fritz, Kurwenal in Tristano e Isotta e Rinaldo in Amica, tra gli altri. Dal 1909 al 1911 cantò principalmente al Teatro Regio di Torino in ruoli come Kurwenal, Wolfram von Eschenbach in Tannhäuser, e nei ruoli da protagonista in Boris Godunov, Falstaff, Hérodiade e Rigoletto. 
Nel 1911-1912 tornò alla Scala dove interpretò Hidraot in Armide di Christoph Willibald Gluck, Re Raimondo in Isabeau, e Hans Sachs in I maestri cantori di Norimberga. Ritornò al Teatro Regio di Torino nel 1913, dove affrontò, per la prima volta, il ruolo di Federico di Telramund in Lohengrin. Nello stesso anno fece alcune apparizioni al Teatro Real di Madrid. 
Bonini trascorse l'ultima parte della sua carriera lavorando come artista indipendente, principalmente in Italia. Nel 1918 fece la sua prima apparizione al Teatro Costanzi di Roma nelle vesti di Falstaff. Nello stesso anno ebbe un grande successo al Teatro Comunale di Bologna nel ruolo di Germont ne La traviata con Ester Mazzoleni come Violetta. Tornò a Bologna numerose volte nel 1922 in ruoli come il conte di Nevers in Gli ugonotti, Rigoletto e Wolfram. Nel 1919 interpretò Amenofi ne Il figliuol prodigo di Amilcare Ponchielli all'Arena di Verona. Nel 1922 cantò Germont alla Fenice di Venezia e nel 1923 Nevers e Germont al Teatro Municipale di Piacenza. Fece anche diverse apparizioni al Teatro Regio di Parma negli anni 1920. 
Si ritirò dal palcoscenico nel 1927, dopo di che visse a Milano dove insegnò canto. Altri ruoli che interpretò durante la sua carriera comprendono Alfonso ne La favorita, Amonasro in Aida, Barnaba ne La Gioconda, Nélusko ne L'africana, Renato in Un ballo in maschera, Scarpia in Tosca e Valentin in Faust. Morì a Milano all'età di 65 anni. 